# Palác Porgesů z Portheimu
Palác Porgesů z Portheimu, zvaný též Desfourský, nebo Wimmerovský palác je rozlehlý městský palác v Praze 1-Novém Městě. Nachází se na adrese Národní čp. 37/II, č. o. 38. Od roku 1964 je palác kulturní památkou.

## Historie

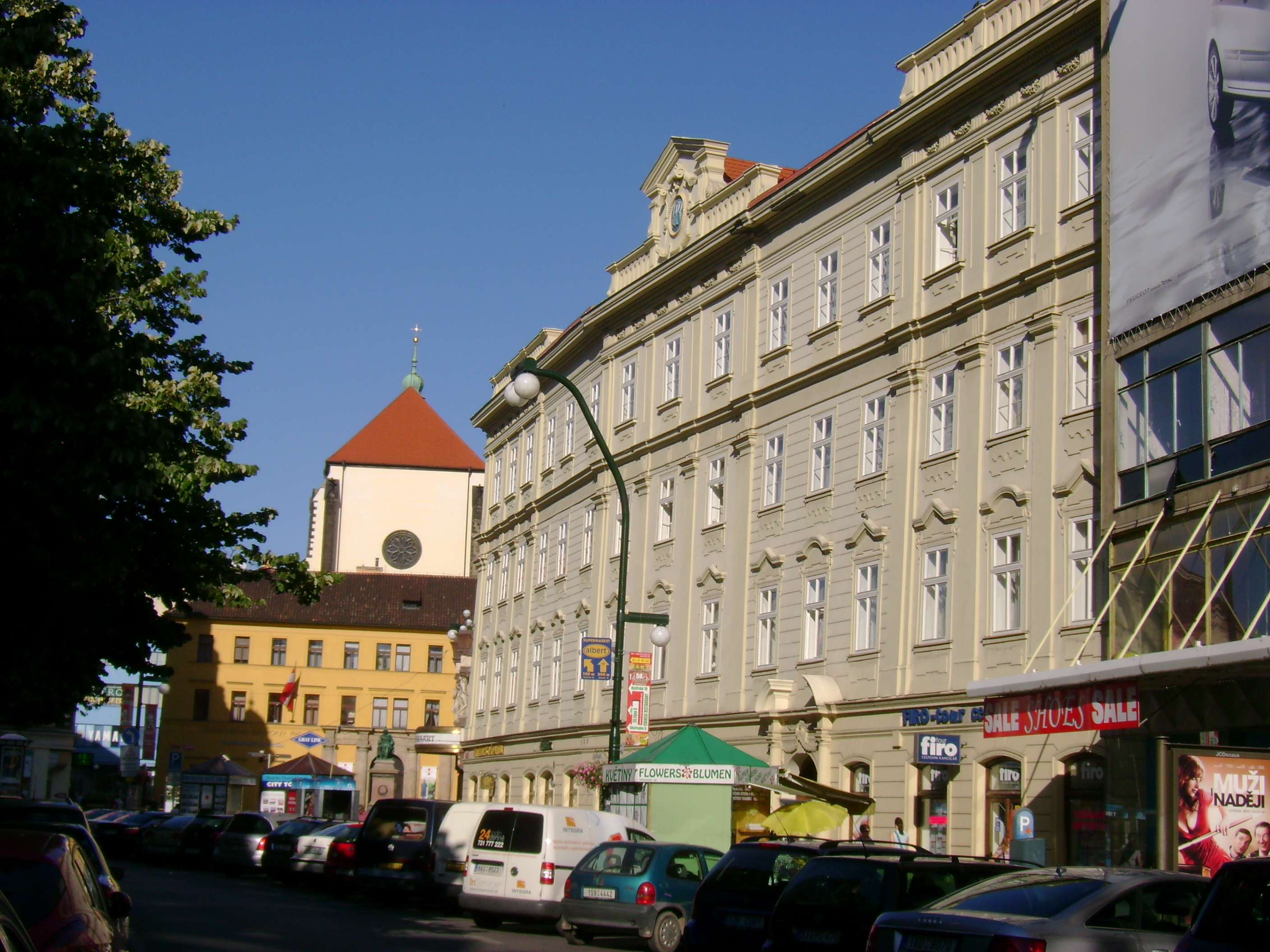
Ulice Národní s palácem, v pozadí budova bývalého novoměstského kláštera františkánů a část kostela Panny Marie Sněžné

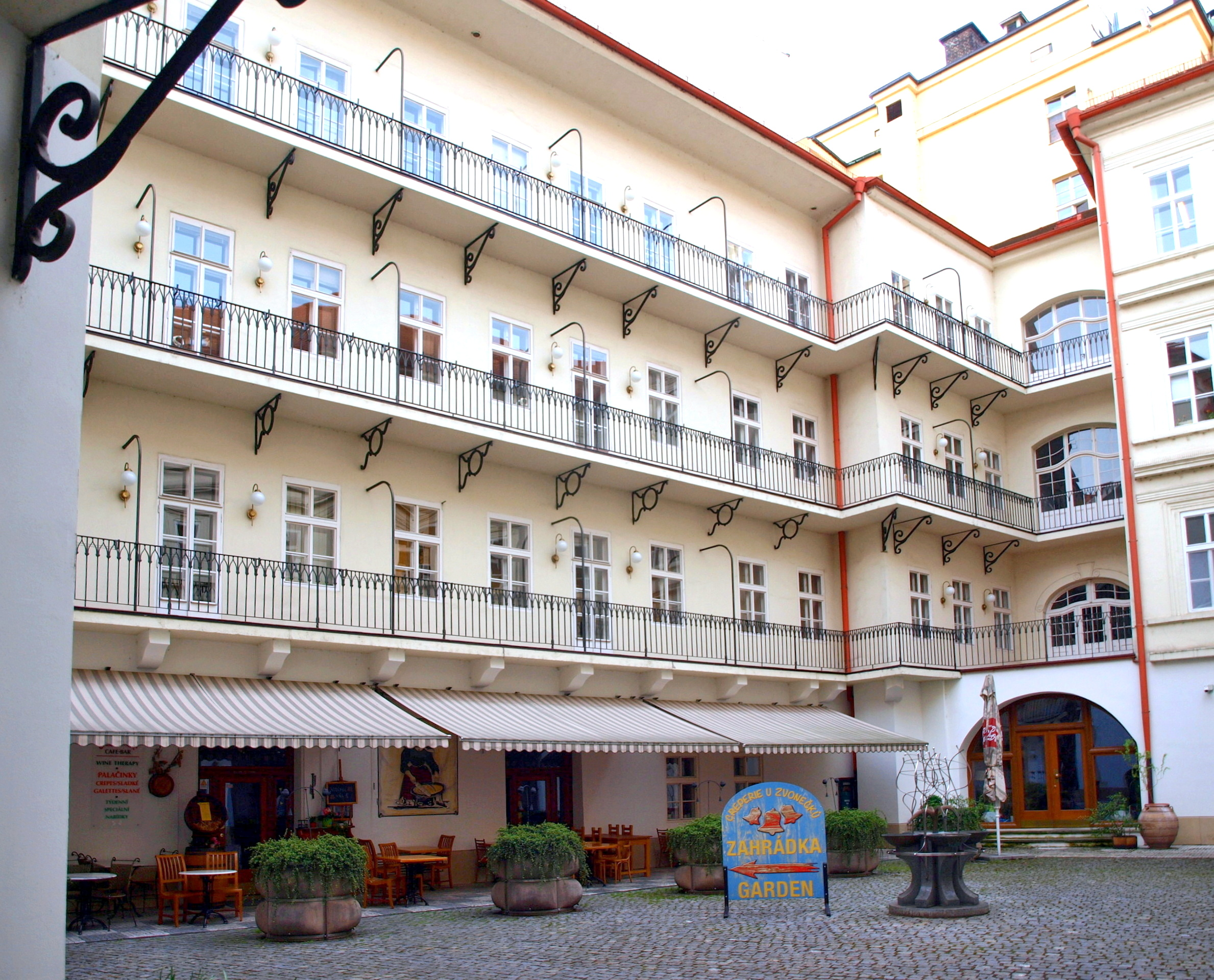
Dvůr paláce

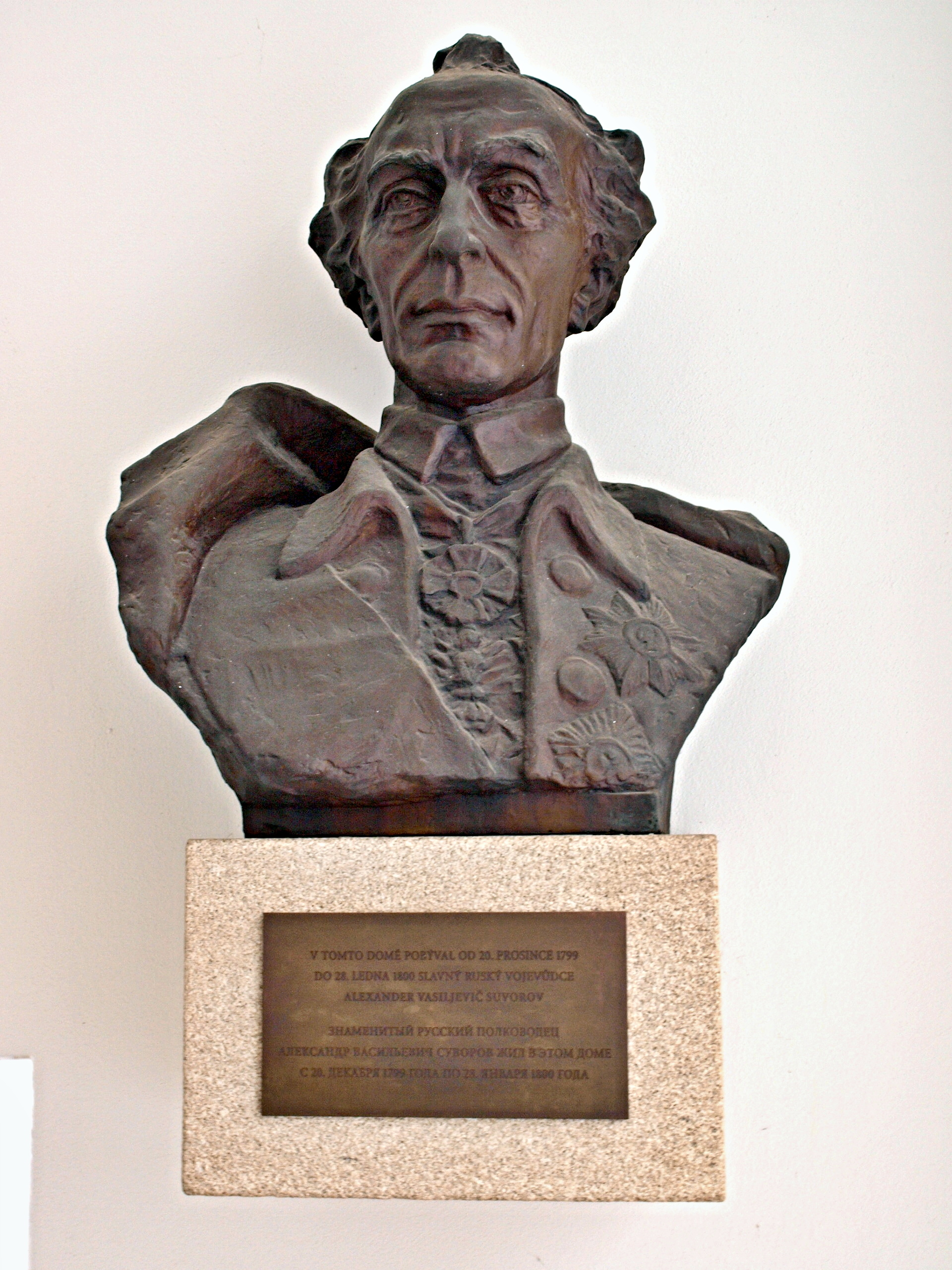
Busta generála Suvorova

### Vznik paláce
Palác byl postaven v letech 1762 až 1776 na místě tří starších domů s gotickými základy. Prostřední z domů, zvaný U Salátů, vlastnil od roku 1696 barokní malíř Jan Jiří Heinsch a po něm na počátku 18. století rodina významných sochařů, Jana Brokoffa a jeho synů, kteří jej dali přestavět. Vdova posledního z rodiny[zdroj?] roku 1760 dům pro dluhy prodala v dražbě.
V roce 1761 koupil dva z těchto domů hrabě Maxmilián Desfours (1734–1811) a nechal je stavebně spojit. V roce 1776 přikoupil i třetí dům a nechal všechny tři domy přestavět na dvoupatrový klasicistní palác. Ten je připisován architektu Ignácovi Palliardimu a stavba je datována do roku 1776. Někdy je ale realizace stavby pokládána až do roku 1795, kdy dům už patřil Anně Wimmerové.

### Další majitelé
Desfoursové palác v roce 1795 prodali rodině Wimmerů, která v té době získala také protější palác Platýz a další statky v Praze i na dalších místech Českého království. Jakub svobodný pán z Wimmeru byl plukovník c.k. armády, velkostatkář, mecenáš a dobrodinec. V Praze na Letné například na své náklady založil sady pro veřejnost a před palácem nechal postavit Wimmerovu kašnu, kterou realizoval sochař František Xaver Lederer. Wimmerovi v paláci od 22. prosince 1799 do 28. ledna roku 1800 hostili slavného ruského vojevůdce, velitele protinapoleonské koalice rusko-rakouských vojsk Alexandra Vasiljeviče Suvorova, když jeho armáda při návratu ze Švýcarska přezimovala v okolí Prahy. Tuto událost připomíná pamětní deska na vnější fasádě paláce a generálova busta ve dvoře. Bronzová busta je dílem sochaře Lubomíra Bočka z roku 1947.
Synové Jakuba Wimmera palác prodali rodině Kolbeových, kteří dali v roce 1852 zvýšit levé křídlo paláce a po roce 1864 ještě přistavět horní patro. Původní portál byl tehdy přenesen na nově zřízený vstup do průjezdu. Autorem úprav byl Jan Ripota. Po smrti posledního z rodiny Kolbeů, Ferdinanda, palác zakoupila manželka pražského průmyslníka Josefa Porgese z Portheimu, Rosa. Porgesové z Portheimu, po kterých palác nese jméno, objekt vlastnili až do doby nacistické okupace.

### Současnost
Po druhé světové válce přešel palác do vlastnictví pražských plynáren (Středočeské plynárny Praha, od r. 1993 Pražská plynárenská), jimž patří dodnes. Na konci 90. let 20. století daly budovu zrekonstruovat. Nyní je sídlem různých podniků. Vnitřní dvůr paláce je přístupný veřejnosti a je v něm provozována cukrárna.